# Passo di San Gorgonio
Il passo di San Gorgonio (altitudine m s.l.m. 485) è un valico montano situato nella California meridionale, nella Contea di Riverside. Si trova tra le San Bernardino Mountains a nord e le San Jacinto Mountains a sud, ed è stato creato, come il passo di Cajon a nord-ovest, dalla Faglia di Sant'Andrea. Il valico non è ripido quanto i passi Cajon o Tejon, ma è uno dei più profondi di tutti gli Stati Uniti continentali, essendo le montagne da entrambe le parti più elevate rispetto ad esso di almeno 2.700 metri. I due gruppi montuosi ai lati hanno come massimo sviluppo, rispettivamente, il Monte San Gorgonio a nord e il Monte San Jacinto a sud. Quest'ultimo ha la quinta parete rocciosa più estesa del Nord America. La cima del Monte San Jacinto è solo a 10 kilometri a sud della Interstate 10, che attraversa il passo. Oggi esso è utilizzato soprattutto dai pendolari che dalla valle di San Bernardino si recano a est a Palm Springs e nella valle di Coachella, e da coloro che viaggiano verso l'Arizona e verso la sua capitale, Phoenix.

## Collegamenti
L'estremità occidentale del passo si trova nel punto in cui la California State Route 60, una volta parte della U.S. Route 60, si connette alla Interstate 10 ad ovest di Beaumont; essa sale attraverso Banning prima di arrivare al valico; in seguito scende abbastanza rapidamente attraverso Cabazon e verso la valle di Coachella, arrivando all'estremità orientale del passo in corrispondenza dell'inizio della California State Route 111, che si separa dalla Interstate 10 in corrispondenza di Whitewater. La Southern Pacific Railroad (ora Union Pacific Railroad) costruì una ferrovia che attraversasse il passo nel 1875, e nel 1952 fu costruita una superstrada che comprendeva sia la U.S. Route 99 che la U.S. Route 60. Rimangono ancora parti della vecchia U.S. Route 99 tra Whitewater e Cabazon. Main Street a Cabazon, Ramsey Street a Banning, 6th Street a Beaumont, e Roberts Road a Calimesa sono tutte vecchie parti della U.S. Route 99.
La zona del passo di San Gorgonio riceve neve almeno una o due volte l'anno, anche se molto raramente la neve riesce ad attaccare alle strade cittadine e all'autostrada. La vista più famosa del passo è il Parco eolico del passo di San Gorgonio, che si trova nella sua parte orientale e fa da entrata allavalle di Coachella. Il passo è una delle zone più ventose della California meridionale.

## La scomparsa di Jared Negrete
Il 19 luglio 1991 il dodicenne Jared Negrete, diretto con il suo gruppo di boy-scout alla cima del passo, scomparve nel tratto finale dell'escursione. Il corpo del ragazzo non fu mai ritrovato.